# Maurizio Farina
Maurizio Farina (Rivarolo Canavese, 30 agosto 1804 – Torino, 8 febbraio 1886) è stato un politico italiano.
Fu senatore del regno d'Italia dalla XIII legislatura.

## Biografia

### La giovinezza
Nasce a Rivarolo Canavese (una cittadina a 30 chilometri da Torino, dove la sua famiglia possiede casa e terreni) da Corrado, sindaco regio e fondatore di una Commenda dei Santi Maurizio e Lazzaro, e da Andretta Campana, figlia di un banchiere di Mantova. Inizia gli studi di giurisprudenza a Torino, ma è costretto ad abbandonarli per la morte del padre e i disordini provocati dai primi moti rivoluzionari. Rimasto orfano di entrambi i genitori in giovane età, deve affrontare a Mantova le sue prime battaglie contro un amministratore disonesto, mettendo nel contempo a fuoco le sue idee liberali e avendo modo di conoscere intellettuali e patrioti del Lombardo-Veneto come Carlo Cattaneo, Luigi Torelli e Gabrio Casati. Fa numerosi viaggi al di fuori degli Stati Sardi, soprattutto nella vicina Svizzera, ove si lega di amicizia con personaggi della statura di Vincenzo Gioberti e Filippo De Boni. Si incarica personalmente di fare entrare in Piemonte, e di qui nel Lombardo-Veneto, i libri e gli opuscoli degli esuli italiani, stampati dalla Tipografia Helvetica di Capolago, nel Canton Ticino, e dalla Tipografia Bonamici di Losanna, che lui contribuisce a fondare e a cui affida fra l'altro la stampa di La scienza delle Costituzioni, un manoscritto inedito di Gian Domenico Romagnosi da lui stesso reperito e acquistato (1848). Libri e pubblicazioni che hanno un ruolo fondamentale nel formarsi della collettiva coscienza politica da cui nascono le guerre d'indipendenza.

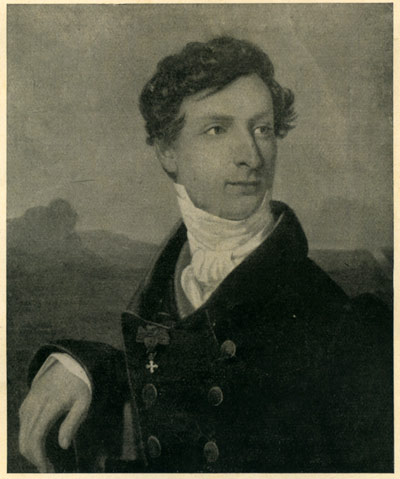
Maurizio Farina a 22 anni
(quadro di Francesco Hayez)

### La carriera politica
Nel 1827, a soli 23 anni, ricopre la sua prima carica pubblica, come consigliere aggiunto della Comunità di Rivarolo Canavese. Nel 1834 diventa, come già era stato suo padre, sindaco di Rivarolo, ricoprendo questa carica fino al 1848 e dal 1863 al 1866. Fra le opere di cui si fa promotore in questa veste (a parte l'Asilo aportiano di cui si parla in seguito) ci sono un moderno opificio per la lavorazione del cotone (che ampliatosi negli anni arriva a dar lavoro a migliaia di operai) e un ponte sul fiume Orco, tuttora esistente, che mette in comunicazione Rivarolo con la Valle d'Aosta e con la zona di Biella e di Ivrea. Nel 1835 ha conosciuto a Mantova Luigi Torelli, e nei giorni tumultuosi della primavera del 1848 l'amicizia che è nata fra loro diventa un filo diretto fra i patrioti del Lombardo-Veneto e il re Carlo Alberto. Quando Torelli diventa uno dei protagonisti dei moti delle Cinque Giornate, Farina diventa il collegamento privilegiato fra il Governo Provvisorio milanese e il Quartier generale sardo, prima di essere designato, per espresso desiderio del re, a reggere il Consolato generale di Sardegna a Milano. Inviato poi a Berna come Ministro della Legazione dello Stato Sardo, dopo l'abdicazione del re Carlo Alberto ritorna in Piemonte e viene eletto deputato nei collegi di Valenza Po, Cherasco e Rivarolo Canavese in successive legislature che lo impegnano fino al 1865. Nel 1879, infine, viene nominato Senatore del Regno, carica che ricopre fino alla morte.

### Il primo Asilo aportiano del Regno Sardo

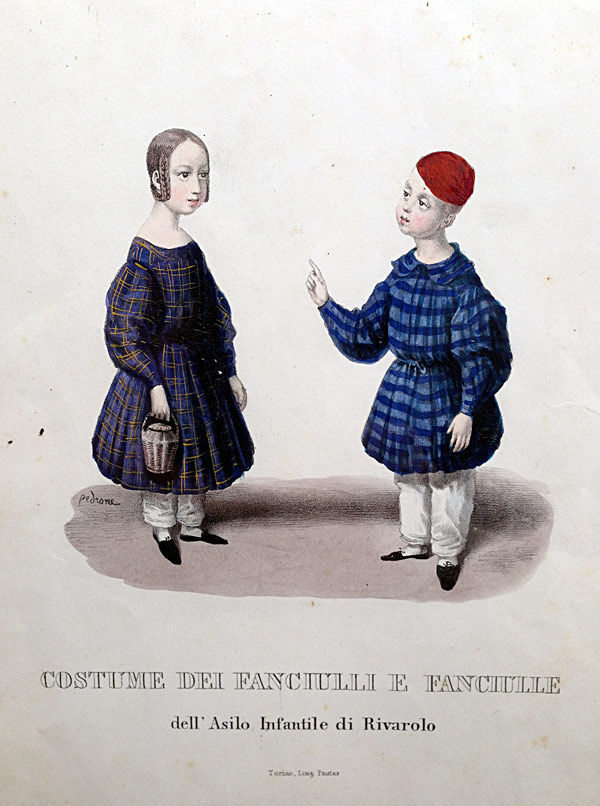
Costume dei fanciulli e fanciulle dell'Asilo Infantile di Rivarolo

Prima del 1837, negli Stati Sardi esistevano già asili per l'infanzia, come quello istituito a Torino nel 1836 dalla marchesa di Barolo, ma la loro funzione era esclusivamente quella di custodire i bambini. L'abate Ferrante Aporti teorizzava invece la nascita di Istituti che avessero anche un fine educativo e istruttivo, e iniziative di questo genere erano mal viste dal Governo come eccessivamente progressiste. È il Farina che all'inizio del 1838, essendo sindaco di Rivarolo Canavese e quindi massima autorità anche in fatto di pubblica sicurezza, si prende la responsabilità di fondare il primo Asilo aportiano "in gran segreto", cioè senza darne avviso al questore di Torino (come avrebbe dovuto) e informandone solo ufficiosamente il Marchese di Saluzzo, allora Governatore dei Reali Principi. Scrive Giovanni Donna d'Oldenico, che il Farina "andava egli stesso in giro nelle povere case a prendersi i ragazzi per condurli all'istituto, sborsando denaro per vincere la riluttanza e la superstizione naturale e quella artificialmente creata nel volgo dagli avversari alla nuova istituzione".
Grazie alla mediazione del Marchese di Saluzzo, il Governo si decide ad accettare il fatto compiuto, e nel mese di luglio di quello stesso anno la cosa viene sancita ufficialmente dalla visita a Rivarolo Canavese di una delegazione di appartenenti all'alta società piemontese guidata da Camillo Cavour, che il 3 agosto firmano una istanza al Re Carlo Alberto per caldeggiare la nascita di altri consimili Istituti: che in effetti non tardano a nascere, a Torino come in altri Comuni del Piemonte.
Una lapide posta sulla facciata della casa della famiglia Farina, nel centro storico di Rivarolo, ricorda tuttora questi avvenimenti.

### La fine
Nel 1883, Maurizio Farina viene nominato Grande Ufficiale dell'Ordine dei Santi Maurizio e Lazzaro con motu proprio del Re Umberto I. Muore a Torino l'8 febbraio 1886 e la salma viene tumulata nella cappella di famiglia, situata nel cimitero di Rivarolo Canavese.
Per le molte benemerenze da lui ottenute nei confronti del Paese, la sua famiglia viene riconosciuta nobile con DM del giugno 1894.

Suo diretto discendente è il regista, sceneggiatore e scrittore Corrado Farina.